# Richard von Weizsäcker
Richard Karl Freiherr von Weizsäcker (Stuttgart, 15. travnja 1920. – Berlin, 31. siječnja 2015.), njemački političar (CDU).
Od 1981. do 1984. je bio gradonačelnik Berlina a od 1984. do 1994. 6. Njemački predsjednik.

## Posjeti drugim državama
| Godina | Mjesec           | Država                                 |
| ------ | ---------------- | -------------------------------------- |
| 1984   | studeni          | Francuska                              |
| 1985   | veljača          | Jordan, Egipat                         |
|        | ožujak           | Finska                                 |
|        | svibanj/lipanj   | Nizozemska                             |
|        | listopad         | Izrael                                 |
| 1986   | veljača          | Birma, Bangladeš, Malezija             |
|        | ožujak           | Austrija                               |
|        | svibanj          | Turska                                 |
|        | srpanj           | Engleska                               |
|        | rujan            | Norveška                               |
|        | listopad         | Mađarska                               |
| 1987   | ožujak           | Argentina, Bolivija, Gvatemala         |
|        | svibanj          | Švicarska                              |
|        | lipanj           | Grčka                                  |
|        | srpanj           | SSSR                                   |
| 1988   | ožujak           | Mali, Nigerija, Zimbabve, Somalija     |
|        | svibanj          | Italija                                |
|        | lipanj           | Švedska                                |
|        | rujan            | Luksemburg                             |
|        | studeni          | Bugarska                               |
| 1989   | travanj          | Španjolska, Danska                     |
|        | svibanj/lipanj   | SAD                                    |
|        | listopad         | Maroko                                 |
| 1990   | ožujak           | Portugal, Čehoslovačka                 |
|        | svibanj          | Poljska                                |
|        | rujan            | Kanada                                 |
|        | listopad         | Malta                                  |
| 1991   | veljača/ožujak   | Južna Koreja, Indija                   |
|        | lipanj           | Italija, Vatikan                       |
|        | listopad         | Čehoslovačka                           |
| 1992   | travanj/svibanj  | SAD                                    |
|        | lipanj/srpanj    | Tanzanija, Jemen                       |
|        | srpanj           | Island, Irska                          |
|        | studeni          | Meksiko                                |
| 1993   | travanj/svibanj  | Tunis                                  |
|        | svibanj          | SAD                                    |
|        | srpanj           | Estonija                               |
|        | kolovoz/rujan    | Novi Zeland, Australija, Tajland, Oman |
|        | listopad         | Litva, Latvija                         |
|        | listopad/studeni | Čile, Ekvador                          |
| 1994   | ožujak           | Vatikan                                |
|        | svibanj          | Francuska                              |
|        | lipanj           | Engleska, Poljska                      |